# Aya Kōda
Kōda Aya (幸田文?, Aya Kōda; Tokio, 1º settembre 1904 – Ishioka, 31 ottobre 1990) è stata una scrittrice giapponese.

## Biografia

### Infanzia e adolescenza
Aya Kōda è nata nella città di Tokio il 1º settembre 1904, nell'ex quartiere di Mukojima, oggi Sumida, sulle rive dell'omonimo fiume, secondogenita di tre figli dello scrittore giapponese Rohan Kōda e di sua moglie Kimiko, quest'ultima nata in una famiglia di commercianti che non teneva la cultura in grande considerazione, tanto da ostacolare il suo matrimonio con un letterato. Quando Aya era ancora bambina, la sua famiglia si trasferì in una nuova casa progettata dallo stesso Rohan in una zona idilliaca di Mukojima, nella zona di Terajima. Nel 1910 Aya perse la madre, due anni dopo l'adorata sorella maggiore, Utako. Dalla morte della madre, fino all'autunno del 1912, quando il padre si risposò con la trentatreenne Kodama Yayoko, fu accudita con poca attenzione dal padre, con il saltuario aiuto di parenti. Vissuta sempre all'interno dei confini della villa di Terajima, Aya ebbe il primo vero contatto con il mondo esterno quando fu iscritta alla scuola elementare all'età di sei anni; fu allora che la bambina prese coscienza della notorietà del padre. Il rapporto con la matrigna, una donna colta, poetessa e devota cristiana, affetta da reumatismi e poco propensa a gestire la famiglia e i figliastri, si rivelò difficile. Nel 1917, dopo aver fallito gli esami di ammissione alla più prestigiosa scuola media femminile "Ochanomizu" di Tokio, fu ammessa alla scuola femminile dei missionari cristiani nel distretto di Kojimachi, la "Joshi GaKuin", ben distante dalla sua abitazione, diplomandosi nel 1922. Durante questo periodo Aya si convertì al cristianesimo senza incontrare opposizione da parte del padre che, seppure fautore del confucianesimo e del taoismo, era conscio dell'importanza dell'educazione di stile occidentale. Nel 1926, all'età di diciannove anni, morì di tubercolosi il fratello minore Shigetoyo, soprannominato Ichirō. Questa tragica esperienza ispirò più tardi, nel 1956, la sua opera più famosa: Otōto (lett. "fratellino").

### L'età adulta e la morte del padre
Nel 1928, all'età di 24 anni, sposò Ikunosuke Mitsuhashi, terzogenito di una ricca famiglia di grossisti di sakè, collaborando con determinazione, seppure senza passione, alle attività commerciali. Nel 1938 divorziò, tornando a vivere, con la figlia Tama nata nel 1929, a casa del padre Rohan che, nel frattempo, si era separato dalla moglie Yayoko e era andato a vivere a Koishikawa. Negli anni successivi, funestati dalla seconda guerra mondiale, accudì il padre malato di diabete, gestendone la casa fino a quando, nel marzo del 1945, non dovettero sfollare a Nagano, nella casa dell'ex moglie, nel frattempo morta. Nel luglio del 1947 Rohan morì, senza essere riuscito a ritornare nella sua casa di Koishikawa, distrutta nel maggio del 1945 dai bombardamenti alleati e ricostruita grazie all'impegno di Aya.

### La scrittura
Fu solo dopo la morte del padre che Aya iniziò a scrivere. Le prime opere di Aya Kōda, scritte su richiesta degli editori quando la scrittrice aveva 43 anni, erano delle memorie del periodo vissuto con il suo famoso padre: includono Chichi: sono shi (lett. "morte di mio padre") e Zakki (lett. "note casuali"); raccogliendo il plauso della critica e le continue richieste degli editori, ha continuato con opere come Misokkasu (lett. "scarti di miso") e Kusa no hana (lett. "fiori nell'erba"), resoconti della sua infanzia e degli anni dell'adolescenza. Un tema ricorrente era il suo senso di inferiorità, causato non solo dal padre esigente, ma anche dal confronto con la sorella apparentemente preferita e le sue due zie, entrambe musiciste che avevano studiato all'estero.
I successivi racconti, romanzi e saggi di Aya Kōda esplorarono la vita delle donne, le relazioni familiari e la cultura tradizionale. La sua narrativa veniva spesso letta in un'ottica autobiografica e molte delle sue storie si ponevano al confine tra cronaca e immaginazione. Oltre ad opere di narrativa, ha scritto saggi sul padre e curato raccolte epistolari.
Tra il 1951 e il 1952, nutrendo scarsa fiducia nelle sue capacità come scrittrice, nonostante il relativo successo letterario, lavorò per quattro mesi come domestica in un'Okiya, nel distretto di Yanagibashi, a Tokio. Rimasta senza lavoro a causa del fallimento della casa, visse un periodo di grandi ristrettezze economiche, risollevandosi dalla misera riprendendo a scrivere. L'esperienza trascorsa come domestica le fu d'ispirazione per l'opera Nagareru (1955)
Nel 1976, Aya Kōda fu accolta come membro dell'Accademia giapponese delle Arti. Trascorse gran parte dei suoi ultimi anni cercando di raccogliere fondi per il restauro della pagoda del tempio Hōrin-ji e scrivendo saggi sul tema degli alberi ll'Acce delle frane. Morì di insufficienza cardiaca nel 1990. Sua figlia Tama Aoki, e sua nipote Nao Aoki (nata nel 1963), sono anche elle scrittrici.

## Nella cultura di massa
La figura della scrittrice appare come personaggio nel manga Bungo Stray Dogs (2012), nella sua trasposizione letteraria (2014) e nel successivo anime (2016).
Nel film Perfect Days del regista Wim Wenders (2023) una delle opere della scrittrice ("Alberi") è ricorrente nella narrazione.